# Thevenard Island
Thevenard Island är en ö i Australien. Den ligger i delstaten Western Australia, omkring 1 200 kilometer norr om delstatshuvudstaden Perth. Arean är 6,0 kvadratkilometer. Den sträcker sig 1,5 kilometer i nord-sydlig riktning, och 5,6 kilometer i öst-västlig riktning.